# Takeji Tomita
Takeji Tomita (kanji: 富田武治 Tomita Takeji), född 3 februari 1942 i Hamamatsu i Shizuoka prefektur i Japan, är en japansk-svensk aikidomästare, som har bott i Sverige sedan 1969.
Tomita började träna aikido på universitetet 1961, men flyttade året efter till Aikikais Honbu-dōjō i Tokyo, och blev så småningom uchi-deshi under Morihei Ueshiba i Iwama. Ett halvt år efter Ueshibas död flyttade han till Sverige, där han började undervisa i aikido. 
Takeji Tomita var 1999–2007 gift med Idol-jurymedlemmen Kishti Tomita (född 1963).